# Willy's en Marjetten
Willy's en Marjetten was een Vlaamse komische televisieserie uit 2006 van Woestijnvis, gemaakt door Bart De Pauw en Neveneffecten. Deze serie werd op zondagavond uitgezonden op de openbare zender één.
De absurde humor van het programma viel niet in de smaak bij het grote publiek. Dankzij het internet, waarbij mensen achteraf online veel afleveringen konden (her)bekijken, groeide er toch een aanzienlijke schare fans waardoor het programma al snel een cultserie werd.

## Concept
De toon van het programma is gebaseerd op die van de vrije radio. Het moet een soort 'vrije televisie' voorstellen, gemaakt door de VJ's die de vrije televisiezender bevolken, en gekenmerkt worden door de spontane en opmerkelijke manier waarop ze de filmpjes aan elkaar praten, vanuit hun gemoedelijke opnamestudio's in een typisch Vlaams woonhuis. Ondanks de diverse verwijzingen naar Wachtebeke en aanpalende Oost-Vlaamse gemeentes als Zelzate en Zaffelare, staat dit huis in de Smisstraat 13 in de Vlaams-Brabantse gemeente Vossem, waarin ook de meeste andere locaties in de serie zich bevinden.  De verwijzingen naar deze buurt komen er waarschijnlijk door de toenmalige woonplaatsen van zowel Bart De Pauw (Lochristi) en Neveneffecten (Wachtebeke, Lokeren, Merelbeke).
Het programma beschikte bewust over een enorm amateuristische vormgeving. Kenmerkend daarbij zijn felle kleuren, vreemde camerabewegingen ('zogezegd' aangedreven door een joystick), vliegende afbeeldingen door het beeld (hartjes, gezichten, ...) en het gebruik van het lettertype Comic Sans. Deze amateuristische huisstijl wordt ook behouden op de website van Willy's en Marjetten.
De makers gingen kritiek niet uit de weg en deden er meestal nog een schepje bovenop, bijvoorbeeld door het koppelen van een negatieve lezersbrief aan een sketch in het programma (iets wat men destijds ook in Monty Python's Flying Circus al deed). Ook actuele gebeurtenissen komen vaak aan bod.
De titel Willy's en Marjetten is gebaseerd op het taalgebruik van de Gentse muzikant David Van Belleghem, drummer bij de groep Delavega. Hij noemt bij het vertellen van verhalen en anekdotes alle mannen Willy's en alle vrouwen Marjetten.

## Afleveringen
| Nr. | uitzenddatum | Samenvatting |
| --- | ------------ | --- |
| 1   | 15 okt 2006  | Opschudding in basisschool Het Persijntje - Fata Morgana in Wippelgem - Teevee Idee - Wat liep er mis tijdens de gemeenteraadsverkiezingen? - Fons ontvoerd door aliens                                                                                 |
| 2   | 22 okt 2006  | Fons en Michael Jackson - Teevee Idee - D'Haese & Walput en de grote drugsvangst - DJ Nico op trouwfeest in zaal Reinaert |
| 3   | 29 okt 2006  | Pastoor Jimmy Van Driessche - Teevee Idee - Brieven voor Saskia - Robbie op zoek naar nieuws - Bejaarden plannen bankoverval |
| 4   | 05 nov 2006  | Rademakers Invest "Beste werkgever Vlaanderen 2006" - Brieven voor Saskia - Proces borstimplantaten - Palmyra en de maagd Maria - Pol Thijs Sanitary Solutions                                                                                          |
| 5   | 12 nov 2006  | Goede Doel Sponsor - Tangy & Lizzy adopteren Afrikaans kindje - Dimitri, de eerste blinde Euromillions winnaar - "Djoef op uw Muil" voor het goede doel - Teevee Idee - D'Haese & Walput kopen nieuw verkeerslicht                                      |
| 6   | 19 nov 2006  | Pieter-Jan Taverniers 18e verjaardag - Teevee Idee - Opschudding over de nieuwe psychiater - Opschudding tijdens de première van het stuk De Kus In De Nacht - Match Moerbeke Waas & Overslag Wachtebeke                                                |
| 7   | 26 nov 2006  | Bezoek van de Poolse collega's - D'Haese & Walput: snelheidscontrole - Dalificom (telefoonspelletjes op professionele basis) - Monica Sweetheart Fanclub                                                                                                |
| 8   | 03 dec 2006  | Miss Universal Prestige Flanders - Reclame - Teevee Idee - Sinterd'haese & Zwarte Walpiet |
| 9   | 10 dec 2006  | De Willy's en Marjetten Awards: De terugkeer van Jantje Debruine - Hubert & Angelique Tavernier en de abortus - Recordpoging - Djoef op de muil - Conflict tussen de Wachtebeekse Tennis Club & de muziekschool - D'Haese & Walput - Brieven aan Saskia |
| 10  | 24 dec 2006  | Toine a.k.a. Zorro - Kerstspel met Ludo en Arsène - D'Haese & Walput - Teevee Idee - Fons en Martin Heylen - De Rode Cassette |
| 11  | 31 dec 2006  | Compilatieaflevering |

## Personages

### Presentatoren
De volgende personages verzorgen de presentatie:
- VJ Nico (Jelle De Beule) - De bezieler en vaste presentator van de vrije tv-zender Willy's en Marjetten, ook de (ex-)partner van collega Saskia. VJ Nico kust volgens Saskia en Miranda (de mannenverslindster van het dorp) als een betonmolen.
- VJ Tony (Bart De Pauw) - Bekend om zijn studiomomentjes op de vrije tv-zender Willy's en Marjetten en ook van zijn vroege mediacarrière toen hij de eerste afvaller in het VTM-spelprogramma Waagstuk was. Zijn stopwoorden zijn holapola, okidokipianissimoki, jawaddedadde en miauw(kes). Onmisbaar is zijn apparatuur waar regelmatig figuurtjes en personen uitfladderen. De eerste afleveringen is hij vol lof over z'n "vrouwkes", maar naarmate de afleveringen lopen, wordt het duidelijk dat hij nogal wat homoseksuele neigingen heeft. In aflevering 10 uit hij zich uiteindelijk voor de "ventekes".
- Marcel (Jonas Geirnaert) - Prijskampoprichter, nieuwslezer, brengt ook verkeersinformatie. Valt op door zijn verwarde en naïeve karakter, zoals wanneer hij voor de Poolse gasten Spaans heeft geleerd en hij Robbie toewerpt "hem geen Portugees te moeten leren". Het typetje is gebaseerd op DJ Piet Van Loo, artiestennaam van Yvan Scheirs, die in de jaren tachtig presenteerde op Radio Tornado uit Kortemark. Een opname van Piet Van Loo uit 1988 circuleert in het Vlaamse muzikantencircuit en werd destijds door Willem Vermandere opgenomen.
- Pol Thijs (Lieven Scheire) - De man van de vernieuwende televisieformats en technicus. Hij helpt als de kabels of knoppen van de vj's kapot zijn. In aflevering 10 blijkt Pol Thijs te bestaan uit twee dwergen, Pol en Thijs, waarbij Pol op de schouders van collegadwerg Thijs stond (wat zijn eeuwige overall handig camoufleerde).
- Robbie (Koen De Poorter) - De live-verslaggever van dienst.
- Saskia (Liesa Naert) - De partner van VJ Nico. Zij verzorgt de wekelijkse brievenrubriek vanop haar kamer. Ze heeft het in aflevering 8 uitgemaakt met VJ Nico. Volgens deze Nico en VJ Tony heeft Saskia een snor en drie tepels, maar volgens Saskia en Marcel is de derde tepel gewoon een groot uitgevallen moedervlek.

### Typetjes
In de reportages komen vaak telkens dezelfde typetjes terug. Dit zijn de bekendste:

#### Fons, Palmyra en Cesar
Het echtpaar Fons (Jonas Geirnaert) en Palmyra (Bart De Pauw) Van Callenberge was vooral in de eerste afleveringen regelmatig aanwezig in het programma. In het verleden heeft Fons naar eigen zeggen enkele vreemde zaken meegemaakt. Zo werd hij ontvoerd door aliens, ging hij ooit met Michael Jackson op café en is hij met Cirque Du Soleil op tournee geweest. Al deze personen hebben beloofd om na 13 jaar nog eens op bezoek te komen. Palmyra denkt altijd dat Fons eigenlijk "aan het smossen was met Madeleine, die del van Café Sport", waarbij ze zich ook baseert op de telkens voorkomende "tsjoezeplekken" (zuigplekken) en "krabben" (krabwonden).
Gelukkig komt de buurman, Cesar Van Hoebeecke (Jelle De Beule), Fons (en in aflevering 4 Palmyra) altijd uit de nood helpen met een bijzonder amateuristische, maar toch overtuigende vermomming ("dienen metallieken bak") als alien, Michael Jackson of de Maagd Maria. Cesar doet namelijk alles zolang hij maar kan eten en drinken, zoals de Orval-trappisten en toastjes met zalm die Palmyra altijd klaarzet. Cesar was ook een van de deelnemers aan de Miss-Universal-Prestige-Flandersverkiezing, verkleed als vrouw. Hij was ook te zien in het tv-Idee Format Al wat ouder Lover (parodie op Undercover Lover) net als Palmyra en Fons. In dit geval vermomt hij zich als een van de echte deelnemers.

#### Ludo en Arsène
Twee andere typetjes die vaak de revue passeren zijn de buren Ludo Poppe (Jelle De Beule) en Arsène Verkeste (Bart De Pauw). Ze kunnen elkaar niet luchten omwille van een oude vete uit de tijd dat beiden nog een gevaarlijk spitsenduo vormden bij de plaatselijke voetbalploeg SK Wachtebeke. Daarom vinden ze niets zo plezierig als elkaar in het gezicht te slaan, als "djoef van de week".
Ludo is bovendien aanhanger van het Vlaams Belang, zoals blijkt uit de verkiezingsspecial in aflevering 1. Arsène is daarentegen een aanhanger van CD&V. Ze leiden vaak heel wat protestacties in de buurt van basisschool Het Persijntje, bij de psychiater in de Patronagestraat en tijdens het kerstspel. Hierbij hebben ze kritiek op onder meer Joris, een homoseksuele leraar; Greetje, een vegetarische lerares en de directeur van de school die een persoon van kleur blijkt te zijn.

#### Dhaese en Walput
Regelmatig keren ook de plichtbewuste agenten Gaston Dhaese (Bart De Pauw) en Eddy Walput (Lieven Scheire) terug, die de situatie vaak ietwat verkeerd inschatten. Hun aartsrivalen zijn het politiekorps (en zelfs de hele bevolking) van het naburige dorp Zaffelare, dat hen steevast de loef afsteekt (o.a. door een "flitspaal" te installeren, omdat zij een combi hebben, door een vondeling te claimen, ...).

#### Slager Geert
Slager Geert (Jonas Geirnaert) is de zaakvoerder van de naar hem vernoemde slagerij Geert, een slager met een bedenkelijke reputatie. Een van zijn eerste verschijningen gebeurde terwijl hij voor de Roddelbox stond en het gerucht dat hij (zwerf)kattenvlees in zijn gehakt draaide hevig minimaliseerde (al ontkende hij niet dat het waar was). Hij voegde er in één adem aan toe dat er diezelfde week een geweldige promotie stond op de chihuahuaworst, wat hij onmiddellijk corrigeerde in chipolataworst. Geert is ook niet vies van fraude. Zo verkoopt hij blikken hondenvoer als "stoverij" door er een handgeschreven, amateuristisch etiket over te kleven. Hij was overigens lid van de jury voor de Miss-Universal-Prestige-Flandersverkiezing, waar hij zelf zorgde voor de prijs, een jaarvoorraad préparé du chef.

#### Andere terugkerende personages
- Lutgarde Ceuninckx (ook bekend als Margi) (Jelle De Beule), eigenaar van hondenparadijs Sunshine, befaamd om haar snelle en onverstaanbare conversaties en haar enorme liefde voor hondjes. Moeder van Etienne Delaruelle (Bart De Pauw), bekend uit de borstimplantatenrechtszaak met zijn vrouw Vicky Thienpondt (Tiny Bertels) in aflevering 4.
- Arlette (Koen De Poorter), moeder van Rudy (Bart De Pauw) - de voorzitter van de Monica Sweetheartfanclub. Betrokken bij Monica-Sweetheartaffaire en de bomaanslag bij de Wachtebeekse Tennisclub.
- Jeannine (Lieven Scheire), huisvrouw met een clichématig drugstrauma. Volgens haar gebruikt iedereen in de buurt drugs, behalve haar dochter.
- Dimitri Marras (Koen De Poorter), de eerste blinde EuroMillionswinnaar van zijn dorp en gespot aan de Roddelbox nadat hij er 50 eurocent in stopte voor een blik cola.
- Alain Nys (Bart De Pauw), onderwijzer-acteur. Ook jurylid van Miss-Universal-Prestige-Flandersverkiezing.
- Arlette (Annelies De Nil), vrouw van Ludo Poppe en zelf ook niet beschaamd om een djoef uit te delen.
- Berten Braeckman, gerechtsdeurwaarder, verschijnt voor het eerst in aflevering vier.
- Dokter Vanparys (Miel Van Hasselt), de psychiater uit het dorp, verschijnt voor het eerst in aflevering zes.
- Toine De Kerpel (Koen Helincks), sinds zijn ouders zijn gestorven in een auto-ongeval woont hij bij zijn grootvader Robert (Lieven Scheire) in de Meerstraat. Actief lid van de Monica Sweetheartfanclub. Daarnaast komt hij verkleed als Zorro ook op tegen onrecht en uitbuiting in het dorp.

### Befaamde quotes
- "Heyhoplahoi", "Dat kan de beste overkomen!" (VJ Nico)
(Hey-Joai-Juplagaai was de quote van Martin De Jonghe's typetje "Lucien Van Achter 't Nieuws" op WTV en Focus-tv West-Vlaanderen)
- "Heyhoplahoi" - overgenomen van VJ Nico (Saskia)
- "Jawaddedadde", "Okidokipianissimoki", "Holapola", "Miauw", "Miauwkes", "Auwkes", "Deze richting wil ik met mijn leven/carrière niet uit!", ... (VJ Tony)
- "Dink", "Beste kijkbuiscijfers ...", "Fazant-fazant-fazant-fazant-lesbische orgie" (Marcel)
- "Dat is hier een tikkende tijdbom!" (Ludo Poppe)
- "Dat is volk dat op ons neerkijkt omdat ..." (Arsène Verkeste & Gaston D'Haeze)
- "Ze doen allemaal drugs, druuugs, DRUUUUUUUUUGS! Behalve mijne kleine, want da's ne brave." (Jeannine)
- "Is er geen belet?", "De bewijzen zijn dernaar.", "Al dieje zievere ...", "Da lust ne Cesar wel.","Da mag ne Cesar wel nekeer gaarne", "Dan zulde wel me meer over de brug moete komen ze.", "Ben ekik nen Alien/Michael Jackson/..., geen konijn.", "Kom ekik van de planeet Jamaica./Ben ekik geboren in Poolland.","En 't is de waarheid dak spreek; Ruim de waarheid","Tis zeker dadde" (Cesar)

## Vaste rubrieken

### Intro
In de intro maken we kennis met alle vaste personages. De camera beweegt van persoon tot persoon - zowel buiten als in het huis, en eindigt bij Marcel, die een rode knop indrukt zodat het programma kan starten.
De intromuziek is een moderne versie van het nummer Telstar van The Tornados gemaakt door James Last.
In de laatste aflevering is de intro plots zeer sober, omdat de crew (in de plot) uit de studio gezet was en zo eigenhandig beelden op moest nemen. Men maakt gebruik van dezelfde stijl van camerabewegingen - weliswaar iets hoekiger, maar de muziek komt van een eenzame violiste en de personages liggen als zwervers buiten op de grond.

### Prijs Dink Kamp - Prijskamp
Elke week organiseerde Marcel een wedstrijd met als prijs de taart van de week, ter waarde van 200 Belgische franken. Wie het antwoord op de prijskamp wist, moest een gele briefkaart sturen naar Marcel. Omdat de prijsvraag nooit werd geraden bleef de taart er wekenlang staan en onderging allerlei onsmakelijke zaken. Zo kwam er schimmel op, maden (Marcel omschreef het hierbij als een rijsttaart), opgegeten en uitgebraakt door een Pool. Uiteindelijk kreeg ook Marcel door dat de taart niet meer op te eten was en kwakte daarom een nieuwe taart boven op de oude.
De prijs dink kampen waren o.a.:
- Wat is het grootste getal van de wereld? (De winnares zat er het dichtste bij met 3800, ze won een schaap te waarde van 4000 frank)
- Welk getal tussen één en tien schrijf ik nu op dit papiertje. (antwoord: pi)
- Welk dier staat er achter mij in de studio? (de winnaar maakt eveneens kans om de giraffe achter hem ter waarde van 38000 frank te winnen) (antwoord: "deze giraffe")
- Hoeveel suikerklontjes kan Marcel verstoppen in deze kip? (Op het einde van de aflevering vroeg hij hoeveel suikerklontjes er in een deurwaarder konden, terwijl de deurwaarder aan het overgeven was)
- Hoeveel glazen water gaan in de broodrooster van Marcel? (Bij het ingieten van het eerste glas ontstond kortsluiting in de studio)
- Welke van deze drie tekeningen is een kindertekening van Marcel? (Opnieuw een zeer eenvoudige vraag gezien Marcels handtekening duidelijk te zien was op de derde tekening. Hij zei echter in de volgende aflevering dat dat antwoord fout was.)
- Wat zit er in deze betonmolen? Een tak of een kat? (Waarop hij de betonmolen aanzet: 'miauw, miauw!')
- Hoeveel houdt Marcel van zijn vrouwtje? (Tip: 1 briefkaartje is niet genoeg.)
- Ik zie ik zie wat jij niet ziet ... (Marcel z'n cataract, spijtig genoeg niet geraden.)
- Waar is de bril van Marcel? (Op zijn eigen stomme kop. Eerst had Marcel een briefkaart met het juiste antwoord geweigerd omdat hij 'm niet kon lezen zonder bril.)
- Welke kalkoen zal Marcel in de kookpot steken? Ofwel Kelly, ofwel Debby, ofwel Lindsay? (Verwijzing naar de drie dochters van ex-keeper Jean-Marie Pfaff, wiens docusoap De Pfaffs op hetzelfde tijdstip werd uitgezonden op de commerciële zender VTM. Dit werd uiteindelijk geen van de drie, Marcel had de moed niet.)
- Hoelang zal het duren voor er hier gevochten wordt? (Tip: Wees snel!)
- Hoelang kan Marcel aan een fazant denken? (Een running gag waarbij Marcels gedachten na gemiddeld 5 seconden afdwalen van een fazant naar een lesbische orgie.)
- Hoelang zal het duren vooraleer de verdoving van Marcel is uitgewerkt? (14 minuten.)
- Hoelang zal het duren vooraleer dit vuur dooft? (Marcel hield dit vuur tot stand met ingezonden briefkaarten van vorige prijskampen.)

De enige prijsvraag die juist geraden werd, was de laatste: "Aan welk getal tussen 0 en 3.000.000 denkt Marcel?" VJ Nico raadde het getal (1.658.925) als bij wonder en gaf de taart aan Saskia, omdat ze al een week zonder voedsel zat.

### Teevee Idee
In dit onderdeel werden verschillende tv-formats aangekondigd door Pol Thijs, soms puur verbaal, maar vaak ook in de vorm van afgewerkte sketchfilmpjes. Een overzicht van deze parodieën:
- Dancing on Bruine Ziepe
  - Dancing on Ice (VTM en RTL 4)
- Pol Thijs is Superdaddy
  - Supernanny (VTM)
- Infection Island
  - Temptation Island (VT4 en Veronica)
- Expeditie Overmere-Donk
  - Expeditie Robinson (KANAALTWEE)
- X-Tractor (waarbij een vrouw luider moest zingen dan een tractor)
  - X Factor (VTM)
- Fear Tractor (waarbij een vrouw bang werd gemaakt door een middelgroot landbouwvoertuig)
  - Fear Factor (VTM)
- SOS-Pita, SOS-Friet
  - SOS Piet (VTM)
- Boer Zoekt Schaap
  - Boer zkt. vrouw (VTM)
- Espe, Wuste en Banantjer
  - respectievelijk Aspe (VTM), Witse (Eén) en Baantjer (RTL 4 en Eén)
- Toast Marginaal
  - Toast Kannibaal (VTM)
- De Roddelbox
  - De Babbelbox (een rubriek uit Man bijt hond, Eén, die echter toen Willy's en Marjetten in de ether ging al enkele jaren niet meer in het programma te zien was. )
- Vitalski's Route
  - Stanley's Route (VT4)
- Het Gat van Fortuin (waarbij de kandidaten moeten raden welk voorwerp verborgen zit in het achterste van een koe)
  - Het Rad van Fortuin (VTM)
- Alwatouder Lover
  - Undercover Lover (VT4 en Veronica)
- Candid Make-Over en Candid Dzjoef
  - Parodie op Extreme Make-Over (VT4) verschillende verborgencameraprogramma's, met als bakermat Candid Camera en Kan Dit? (VTM)
- Polen op de Werkvloer
  - Sterren op de Dansvloer (VTM)
- Polen in Nesten
  - Dieren in Nesten (Eén)
- De Slimste Willy
  - De Slimste Mens ter Wereld (Eén)
- Terug naar Wachtebeke
  - Terug naar Siberië (Eén)
- Lost (waarbij personen zich moeten vasthouden aan een constructie en wie als eerste "lost" is de verliezer.)
  - Lost

### Reportages
Ook waren er enkele wekelijkse reportages. De ene keer over een bankoverval gepleegd door bejaarden, de andere keer over het plaatselijke politiekorps dat een nieuw verkeerslicht installeert. Soms worden hierin personages vertoond die later terug komen, zoals Toine, die zich inbeeldt Zorro te zijn en zich inzet voor de minderbedeelden in zijn omgeving, maar hij speelt ook lid van de 'Monica Sweetheart-fanclub'. De reportages werden gebracht door Sterreporter Robbie.

### Het Liedje
Aan het einde van iedere aflevering is er een of andere Vlaamse charmezanger(es) die tijdens de aftiteling, meestal vanuit de garage (wanneer niet op verplaatsing) een liedje zingt. Deze liedjes zijn
- Aflevering 1: Het leven van een deejay
- Aflevering 2: Pluk alle sterren door Danny Green (cover van het gelijknamige lied van Frank van Etten)
- Aflevering 3: Kom een beetje dichter bij mij door Eddy Romy
- Aflevering 4: Hé trut door Danny Brendo (cover van het gelijknamige lied van Rob van Daal)
- Aflevering 5: Tiritomba door Helmut Lotti (De zanger is nooit te zien in de aflevering, doordat de deur van de garage vast zit)
- Aflevering 6: Oh, wat een dag door Arsène
- Aflevering 7: Jij bent voor mij de mooiste ster door Rudy Sylvester
- Aflevering 8: Mooie meiden door Robby Vinny
- Aflevering 9: De parkeerplaats van je hart door Tina Rosita
- Aflevering 10: Stille Nacht door Tina Rosita
- Aflevering 11: Deze aflevering eindigt niet op een lied, maar eindigt wel met dezelfde introtune.

## Gastoptredens
- Sportgala, zondag 17 december 2006, opgenomen materiaal. De hoofdpersonages deden tussen de verkiezingen door enkele sketches, omdat Willy's en Marjetten door de programmatie van het Sportgala niet uitgezonden kon worden.
- Music For Life, zondag 24 december 2006, Martelarenplein te Leuven, live in de StuBru-studio. De hoofdpersonages kwamen de drie DJ's van Studio Brussel op hun eigen manier een hart onder de riem steken bij hun strijd tegen landmijnen in de wereld. Hierbij verwezen ze naar reeds uitgezonden sketches. Zo kregen de StuBru-DJ's als cadeaus een Margi-pop en een prothese, bood Marcel zich aan om de ingezamelde landmijnen zelf te komen leggen en vroeg VJ Nico het verzoeknummer Footloose van Kenny Loggins aan.
- Humo's Pop Poll de Luxe, maandag 19 maart 2007. Hier zorgden ze voor het backstage-verslag.
- De Ideale Wereld, woensdag 22 maart 2017. VJ Nico dook op in een reportage waarin verteld wordt dat hij sinds 2007 werkt bij Radio New Dawinima. Daar is hij presentator van Luisterend Oor, een programma dat plaatjes draait voor personen die terugblikken op een moeilijk moment in hun leven. De plaatjes zijn door de woordspelingen vaak confronterend. Hieruit blijkt dat VJ Nico toch nog gered werd van onderkoeling en ondervoeding. Over de andere hoofdpersonages werd niets vermeld.

## Invloed van Web 2.0
Willy's en Marjetten was het eerste Vlaamse televisieprogramma dat volop profiteerde van het ontstaan van Web 2.0. Het programma werd meer bekeken via websites als YouTube.com en Google Video dan via de gewone televisie-uitzendingen. Destijds was dit een primeur.

## Stopzetting
Door een samenloop van omstandigheden (besparingen en nieuwe programmatie bij de VRT, kwaliteitsbehoud van de afleveringen en grote voor- en tegenstanders van de show) werd er samen met de VRT en Woestijnvis beslist na 11 afleveringen te stoppen, terwijl er 13 afleveringen waren geprogrammeerd. 
De elfde en laatste aflevering, uitgezonden op 31 december 2006, was grotendeels een compilatie-aflevering met hoogtepunten uit het voorbije seizoen. Hierin vriezen de Willy's en Marjetten buiten dood door onderkoeling en ondervoeding, nadat ze de voorgaande week uit de studio werden gezet. Toch eindigde de reeks met een cliffhanger omdat ze in het licht aan het einde van de tunnel ook voetstappen hoorden en er dus mogelijk een redder aankwam. Dit suggereerde de mogelijkheid tot een vervolg.
Op de site van de televisiezender één, die Willy's en Marjetten uitzond, werd enige tijd later alle twijfel weggewerkt door volgende boodschap aan de Willy's en Marjetten-pagina toe te voegen: Willy's en Marjetten is ondertussen afgerond. Er komt geen tweede reeks.  Dit werd nog eens herbevestigd begin 2009 op het einde van aflevering 5 van het tweede seizoen van Neveneffecten, toen gezongen werd dat er geen nieuwe afleveringen kwamen van Willy's en Marjetten.
Op 20 januari 2020 bevestigde Lieven Scheire op Studio Brussel andermaal dat er geen tweede seizoen van de reeks zou komen. Hij verwees naar de drukke agenda's van de makers om de beslissing te verklaren. Bovendien zei hij dat de reeks niet echt een vervolg nodig had; een tweede seizoen kan alleen maar tegenvallen.

## Trivia
- In de serie zitten enkele continuïteitsfouten: In aflevering 1 heeft het personage Arsène de familienaam De Nys terwijl in de andere afleveringen de naam Verkeste gebruikt wordt. In de reportage over de rechtszaak die Dhr. Delaruelle tegen zijn ex-vriendin Vicky Tienpondt had aangespannen (aflevering 4), wordt hij door iedereen Etienne genoemd, terwijl alle subscripten erop wijzen dat zijn voornaam Rudi is. In de zevende aflevering, die in teken staat van de verbroedering met de Poolse tegenhangers van Wygodny zaš Malenky, gaat een van de reportages over Monica Sweetheart. Deze actrice uit de pornografische industrie is echter een Tsjechische, ietwat contrasterend met alle Poolse thema's.
- De urne waarin de as van Madeleine bewaard wordt, werd later nog gebruikt in F.C. De Kampioenen voor de as van Maman de Praetere.
- Het programma speelde vaak in op de actualiteit. Zo is er in de eerste aflevering een reportage over lokale verkiezingen. In die week (op 8 oktober 2006) waren er effectief lokale en regionale verkiezingen in België. In aflevering 8 vinden Dhaese en Walput een vondeling aan het station van Zaffelare. Hij wordt echter geclaimd door agent Jaspers van het korps van Zaffelare (gespeeld door Henk Rijckaert), zodat het kind de naam Jasper van Zaffelare krijgt. In dezelfde week werd in realiteit aan het station van Essen een vondeling gevonden door een agent Jaspers, hij heet nu Jasper van Essen. [5].
- Het programma bleef na de stopzetting voortleven op sociale media. Op 30 oktober 2019, dertien jaar na de laatste aflevering, werd een zo'n 40 000 leden tellende Facebookgroep opgericht onder de naam Willy's en Marjetten - Dinkposting, waar leden internetmemes onder elkaar verspreiden gebaseerd op het programma. Inmiddels is deze groep offline gehaald. De groep was voornamelijk populair bij Vlaamse jongeren.
- Hoewel de afleveringen een lange tijd niet meer worden uitgezonden of online te bekeken waren, haalde Willy's en Marjetten op Humo's Pop Poll in 2019 toch de derde plaats in de categorie 'wie heeft u het meest doen lachen?'[6].
- Sinds 14 september 2020 zijn afleveringen 1 tot 10 te bekijken op Streamz. Enkel de elfde aflevering, een compilatieaflevering, is op het streamingsplatform niet te vinden.